# Claire Bauroff

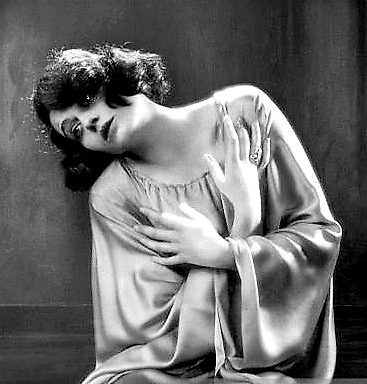
Claire Bauroff 1925

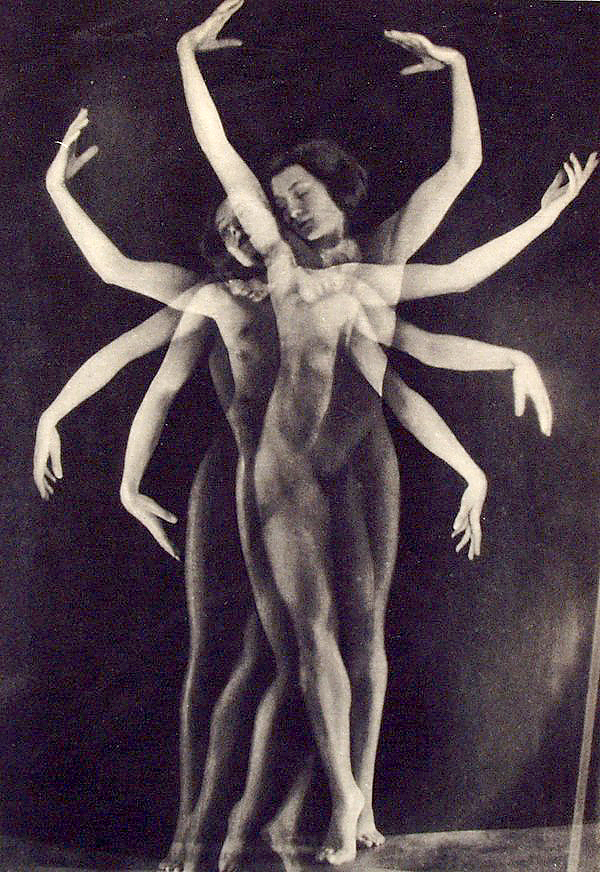
Claire Bauroff 1928 fotograferad av Yva

Claire Bauroff, född (som Klara Amanda Anna Baur) 26 februari 1895 i Weißenhorn, Bayern, död 7 februari 1984, var en tysk dansare, koreograf, danslärare, skådespelare, modell och författare.

## Biografi
Klara Baur var dotter till Arthur Baur, kunglig bayersk notarie och Annelies Trumpler. Hennes bror blev en mycket framgångsrik entreprenör och 1953 grundare av Friedrich-Baur-stiftung
Klara utbildade sig till skådespelare i München och mellan 1913 och 1915 i dans hos Rudolf Bode. Hon deltog i nätverket Münchner Tanzgruppe under ledning av Jutta von Collande och Andreas P. Scheller som hade inriktning på tidens expressionistiska fridans. År 1920 deltog hon tillsammans med Collande och Maria Müllerbrunn i föreställningen Primavera där de tre dansarna separat rörde sig till musiken av tre separata harpor.
Hon arbetade även som skådespelare på scen och i film. År 1920 skrev hon och den ungerska regissören Paul Fejos manus till stumfilmen Pán, i vilken hon också deltog som skådespelare. Bauroff engagerades även för den populära "nudistkulturfilmen" Kraft och skönhet (1925), som nådde en dåtida masspublik, men den enda scenen som hon var inblandad i har klippts bort. Endast en stillbild finns bevarad.
På tjugotalet var hon känd för konstnärlig experimentell fridans på österrikiska och tyska scener men kom också att efterfrågas på de större teatrarna. Föreställningar på Scala i Berlin gav henne brett erkännande och hon blev en firad dansare.
Hennes berömmelse stärktes av fotografen Trude Fleischmanns klassiska bilder av hennes dans. Bilderna publicerades flitigt, vilket gav reklam åt både Claire och den allt friare synen på nakenhet i tidens nya scendans. Än större uppmärksamhet fick detta sedan polisen 1925 beslagtog Fleischmanns bilder, som hade använts som reklam för en föreställning på teatern Admiralspalast i Berlin. 
År 1921 gifte hon sig med den ungerska greven István Zichy (1865-1921), men äktenskapet varade bara några månader. 1922 träffade hon författaren Hermann Broch, som tillägnade henne henne dikten "die Tänzerin". Hon hade fortsatt korrespondens med Broch i kulturella och litterära frågor fram till hans död 1951.
På Josefstadt Theater i Wien framförde hon 1924 det av henne själv koreograferade dansdramat "Das Licht ruft", med musik av Franz Salmhofer. Hon visualiserade sju karaktärer: den giriga, lögnaren, barnet, parian, kapitalisten, dåren och den längtande. Recensenterna var positiva, men vissa förde fram tankar om "Kostümlosigkeit" ("dräktbrist") hos dansaren. Hon deltog i en mycket uppmärksammad Europaturné 1928 tillsammans med Josephine Baker och var då bland annat i Köpenhamn och Stockholm 1928.
Hon gifte sig för andra gången 1927 med en av Brochs närmaste vänner, den judiska filosofihistorikern Paul Schrecker (1889-1963). När han 1933 flydde till Paris stannade hon i Tyskland för att ta hand om sin åldriga mor, och arbetade då som danslärare. Schrecker emigrerade 1940 från Paris till USA och var 1950-1962 verksam som professor vid University of Pennsylvania. 
År 1944 bombades huset i München där Claire och hennes mor bodde. De flyttade då till en stor villa som brodern Friedrich Baur hade köpt för dem i Gräfelfing utanför München, där hon under 20 år drev ett "Institut für autogenes Training und Atemtherapie". De bodde i villan till 1974, då modern dog. Därefter bodde Claire till sin död 1984 på ett seniorhem.
År 2011 utgavs en bok, ”Wandlung aber ist das Leben”, där den tyske litteraturprofessorn Ralf Georg Czapla har samlat några av hennes dikter.

## Filmografi
- Primavera (1920)
- Pán (1920)